# Богданов, Анатолий Анатольевич (хоккеист)
Анатолий Анатольевич Богданов (род. 2 февраля 1971 года) — советский спортсмен (хоккей на траве).

## Карьера
В 1989—1994 годах играл в алма-атинском «Динамо». В чемпионате СССР и России провёл 129 игр, забил 17 мячей.
Трёхкратный чемпион СССР (1989—1991).
Двукратный финалист Кубка СССР (1989, 1990).
В 1991 году привлекался в сборную СССР, провёл 7 игр.